# Vagrinec
Vagrinec este o comună slovacă, aflată în districtul Svidník din regiunea Prešov. Localitatea se află la altitudinea de 269 m deasupra n.m., se întinde pe o suprafață de 5,53 km2 și în 2017 număra 125 de locuitori.

## Istoric
Localitatea Vagrinec este atestată documentar din 1548.

## Demografie
| An:                | 1994 | 2004   | 2014   | 2024   |
| ------------------ | ---- | ------ | ------ | ------ |
| Număr de persoane: | 131  | 127    | 126    | 118    |
| Diferență:         |      | −3,05% | −0,78% | −6,34% |

| An:                | 2023 | 2024   |
| ------------------ | ---- | ------ |
| Număr de persoane: | 113  | 118    |
| Diferență:         |      | +4,42% |